# Earl of Carbery
Earl of Carbery, of Carbery in the County of Cork, war ein erblicher britischer Adelstitel in der Peerage of Ireland.
Familiensitz der Earls war Golden Grove in Carmarthenshire, Wales.

## Verleihung und Geschichte des Titels

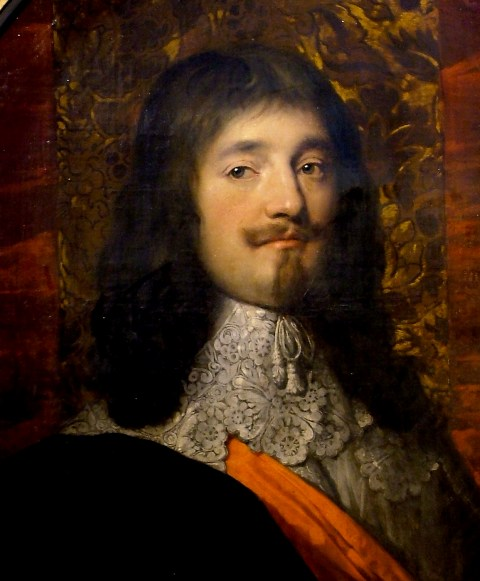
Richard Vaughan, 2. Earl of Carbery

Der Titel wurde am 5. August 1628 für den walisischen Höfling und Politiker John Vaughan, 1. Baron Vaughan, geschaffen. Am 13. Juli 1621 war diesem in der Peerage of Ireland bereits der fortan nachgeordnete Titel Baron Vaughan, of Mullengar in the County of Westmeath, verliehen worden.
Seinem Sohn, dem 2. Earl, wurde am 25. Oktober 1643 auch in der Peerage of England der Titel Baron Vaughan, of Emlyn in the County of Carmarthen, verliehen.
Alle drei Titel erloschen beim Tod von dessen kinderlosem zweitgeborenen Sohn, dem 3. Earl, am 30. November 1713.

## Liste der Earls of Carbery (1628)
- John Vaughan, 1. Earl of Carbery (um 1574–1634)
- Richard Vaughan, 2. Earl of Carbery († 1687)
- John Vaughan, 3. Earl of Carbery (1639–1713)